# Canthylidia fumata
Canthylidia fumata är en fjärilsart som beskrevs av Lucas 1889. Canthylidia fumata ingår i släktet Canthylidia och familjen nattflyn. Inga underarter finns listade i Catalogue of Life.